# Праксиметрический метод
Праксиметрический метод — психологический метод, заключающийся в изучении продуктов деятельности субъектов. Продуктами деятельности могут выступать дневниковые записи, архивные материалы, художественные тексты и т. д.
Другие названия
Праксиметрический метод известен также как «анализ продуктов деятельности», «архивное исследование» («archival research») или «архивный метод». Последние два термина равнозначны и используются в англоязычной научной литературе, при этом их можно считать частными случаями праксиметрического метода.

## Общие сведения
Праксиметрический метод используется для проверки гипотез при помощи ранее полученной информации, собранной с какой-либо другой целью или входящей в общедоступную базу данных. Праксиметрический метод часто используется в качестве одного из методов в более крупных исследовательских проектах.
Праксиметрический метод широко применяется в следующих дисциплинах:
- Историческая психология
- Антропопсихология
- Психология личности
- Психология творчества
- Клиническая психология

Для психологии творчества данный метод считается одним из основных. В клинической же психологии он применяется при анализе текстов, рисунков и поделок, созданных больными. Примером образцового применения праксиметрического метода в нейропсихологии можно назвать исследование А. Р. Лурии, основанное на изучении и интерпретации дневниковых записей и рисунков человека, перенёсшего травму коры левого полушария головного мозга. Результаты этого исследования опубликованы в работе «Потерянный и возвращённый мир» (1971).
Архивные исследования можно рассматривать в качестве эффективного способа использования информации об имевших место в прошлом событиях в случае, когда психологам необходимо проверять гипотезы при отсутствии возможности непосредственного управления переменными.

## Плюсы и минусы

### Преимущества архивных исследований
- В современных условиях доступны огромные объёмы информации, обеспечивающие почти неисчерпаемые возможности для исследования (библиотеки, всевозможные базы данных, интернет).
- Архивные исследования могут согласовываться с результатами лабораторных исследований, тем самым увеличивая внешнюю валидность.
- Так как архивная информация уже зафиксирована, она не «смутится» и не попытается «предстать в лучшем свете» перед исследователем.

### Недостатки архивных исследований
- В имеющихся данных важная информация может отсутствовать или же не обладать должной репрезентативностью.
- При отборе информации легко можно ошибиться и отобрать информацию, только подтверждающую выдвинутую гипотезу.
- При анализе данных при условии избыточного объёма информации можно интерпретировать информацию сквозь призму определённых ожиданий.

## Разновидности праксиметрического метода

### Биографический метод
Биографический метод — метод, в ходе которого изучаются особенности жизненного пути одной личности или группы людей. Применяется в психологии личности, психологии творчества и исторической психологии.

### Контент-анализ
Контент-анализ (content analysis) представляет собой метод систематического изучения материала, при котором качественная информация распределяется по заранее определённым категориям. Применяется в политической психологии, психологии рекламы и коммуникации, а также в других социальных науках. Развитие метода связано с развитием психосемантики, методов многомерного анализа данных и вычислительной техники.
Стандартные единицы при анализе текста в контент-анализе:
- Слово (термин, символ)
- Суждение или законченная мысль
- Тема
- Персонаж
- Автор
- Целостное сообщение

Самый простой способ обработки данных контент-анализа — регистрация частоты появления тех или иных единиц в тексте. Но существуют и другие, более сложные, способы обработки.
Контент-анализу можно подвергнуть любой вид записей. Помимо вербальной, можно анализировать и невербальный материал (например, рисунки пациентов, страдающих болезнью Альцгеймера).

### Проективный метод
Проективный метод считается промежуточным между психологическим тестированием и анализом продуктов деятельности. При использовании данного метода испытуемому предлагается выполнить определённое задание (например, нарисовать картину или составить рассказ по рисунку), а результаты этого задания затем анализируются и интерпретируются.
Примеры проективных методик изучения продуктов деятельности:
- Тест «Рисунок дома»
- Тест «Фигура человека» (Гудинаф и Маховер, см. Проективный рисунок человека)
- Тест «Рисунок дерева»
- Тест «Рисунок несуществующего животного» (М. З. Дукаревич)
- И др.

В той или иной степени анализ продуктов деятельности производится в следующих проективных методиках:
- Тематический апперцептивный тест (TAT)
- Тест Розенцвейга
- Тест Роршаха (тест «чернильных пятен»)
- Анализ почерка
- И др.

#### Рекомендуемая литература
- Соколова Е. Т. Проективные методы исследования личности. — М.: МГУ, 1980.

### К праксиметрическим методам также относятся
- Хронометраж
- Циклография
- Профессиография